# Abborrtjärnen (Hammerdals socken, Jämtland, 705455-148695)
Abborrtjärnen är en sjö i Strömsunds kommun i Jämtland och ingår i Indalsälvens huvudavrinningsområde.